# لادوا-سرینی
لادوا-سرینی (به فرانسوی: Ladoix-Serrigny) یک کمون در فرانسه با جمعیت ۱٬۷۳۹ نفر است که در Canton of Beaune-Sud واقع شده‌است.